# Oenothera pyramidiflora
Oenothera pyramidiflora är en dunörtsväxtart som beskrevs av Hudziok. Oenothera pyramidiflora ingår i släktet nattljussläktet, och familjen dunörtsväxter. Inga underarter finns listade i Catalogue of Life.